# Parancistrocerus triconcavus
Parancistrocerus triconcavus är en stekelart som beskrevs av Giordani Soika 1995. Parancistrocerus triconcavus ingår i släktet Parancistrocerus och familjen Eumenidae. Utöver nominatformen finns också underarten P. t. rufipes.